# Nykoniwka (obwód żytomierski)
Nykoniwka (ukr. Никонівка) – wieś na Ukrainie, w obwodzie żytomierskim, w rejonie berdyczowskim, w hromadzie Hryszkiwci. W 2024 liczyła 417 mieszkańców.